# Monetazione di Volaterrae
La città etrusca di Velathri (Volaterrae per i romani, corrispondente all'attuale Volterra) ha emesso quattro serie di monete prodotte con la tecnica della monetazione fusa (aes grave).
Tutte le serie recano il nome di VELATHRI in alfabeto etrusco e scritta retrograda, cioè da destra a sinistra.
Thurlow le data nel periodo 230-220 a.C., mentre Rutter preferisce un più generico III secolo a.C.

## Le serie
In tutte le serie al dritto è rappresentata una testa giovanile gianiforme imberbe con il petaso, un tipo di copricapo.
| Valore    | segno |
| --------- | ----- |
| Dupondio  | II    |
| Asse      | I     |
| Semisse   |       |
| Triente   | ○○○○  |
| Quadrante | ○○○   |
| Sestante  | ○○    |
| Oncia     | ○     |

Tutte le serie hanno al rovescio l'indicazione del valore: II per il dupondio, I per l'asse e per le frazioni dell'asse un numero di globili pari alle once, fino all'oncia che è indicata con un unico globulo. Il semisse, che nelle monete delle popolazioni italiche e di Roma è indicato dalla lettera "S" qui si trova indicato da una "C" rovesciata (Ↄ) o un crescente.
In una prima serie, detta "del valore", al rovescio è solamente indicato il valore della moneta:
La seconda serie è detta "della clava e collo piatto". Al rovescio il nome della città è scritto intorno ad una clava.
La terza serie, "della clava e collo arcuato" analoga alla precedente, presenta tuttavia solamente i nominali analoghi a quelli della serie successiva ed un lieve calo di peso
La quarta serie, "del delfino", presenta una raffigurazione di questo animale al rovescio.
La serie "del valore" ha tutti i nominali dal dupondio fino all'oncia, la punta del petaso è poco pronunciata. Le due facce della testa bifronte presentano una forte asimmetria.
Anche della serie "della clava e collo piatto" sono noti tutti i nominali dal dupondio all'oncia. I valori al rovescio sono disposti ad affiancare la clava. . Nella serie "della clava collo arcuato", la testa al dritto appare di migliore fattura della serie precedente. La punta del copricapo è più pronunciata della serie precedente.sono noti solo il dupondio, l'asse ed il semisse.
Della serie "del delfino" sono noti solo il dupondio, l'asse ed il semisse. Il copricapo ha una punta più pronunciata.

## I ritrovamenti
Le monete sono state rinvenute nel territorio intorno a Volterra, da Cecina a Siena; un'oncia proviene dalla Fortezza del Volterraio (isola d'Elba). Le monete della prima serie sono state rinvenute anche assieme a quelle della seconda serie e queste anche assieme a quelle della terza serie. Non si hanno ritrovamenti di monete della prima e della terza serie assieme. Ciò potrebbe indicare una cronologia relativa o forse una scarsezza di ritrovamenti.

### Testi
- Magdi A.M. Nassar, La monetazione di Velathri. Storia e Monete di Volterra Etrusca, in "Rassegna Volterrana", vol. XCII, Volterra, 2016.
- (EN) Barclay Vincent Head, Historia Numorum: a Manual of Greek Numismatics, 2ª ed., Londra, Oxford, 1911  [1887].
- N. K. Rutter, et al., Historia Nummorum - Italy, Londra, British Museum Press, 2001, ISBN 0-7141-1801-X.
- Arthur Sambon: Les Monnaies antiques d'Italie. Paris. 1903 (ristampa ISBN 9788827101070)
- David R. Sear, Greek coins and their values, vol. 1, 3ª ed., Londra, 1980, ISBN 978-0-900652-46-2.
- Italo Vecchi. Italian Cast Coinage. A descriptive catalogue of the cast coinage of Rome and Italy. London Ancient Coins, London 2012. Hard bound in quarto format, 84 pages, 92 plates. ISBN 978-0-9575784-0-1

### Collezioni
- Sylloge Nummorum Graecorum:
  - American Numismatic Society: The Collection of the American Numismatic Society, New York
  - Danish National Museum: The Royal Collection of Coins and Medals, Copenhagen
  - British collections: data base interrogabile
- Museo etrusco "Guarnacci" di Volterra
- Medagliere del Museo Archeologico Nazionale di Firenze